# خوسيه ويلسون
خوسيه ويلسون (بالبرتغالية: José Wilson Pereira) هو متسابق خماسي حديث برازيلي، ولد في 15 ديسمبر 1931 في سيارا في البرازيل.

## وصلات خارجية
- خوسيه ويلسون على موقع أوليمبيديا (الإنجليزية)